# ADV Films
ADV Films ist eine Tochtergesellschaft von A.D. Vision, welche in Houston, Texas, beheimatet ist. Sie hat sich darauf spezialisiert, Anime- und Tokusatsu-Produktionen sowie Live-Action-Material zu veröffentlichen. Die Firma vertreibt Animes in Nordamerika sowie Europa.

## Geschichte
ADV Films wurde 1992 von den Film-Fans John Ledford und Matt Greenfield gegründet. Daraufhin folgte die erste Lizenzierung und Veröffentlichung der Devil Hunter Yohko Serie auf Video. Somit waren sie die ersten Anime-Lizenznehmer in Nordamerika, welche auf komplett Digitalem Video Mastering und Transfer (D2 Digital Video Kassette) setzten, und begannen bald, weitere Veröffentlichungen in ihr Repertoire aufzunehmen. Dazu gehörte zum Beispiel Serien wie Neon Genesis Evangelion und Full Metal Panic!. 
1996 wurde die erste Niederlassung in England gegründet und ADV Films fasste auch in Europa Fuß. Zusätzlich erweiterten sie in diesem Jahr ihr Repertoire mit Serien wie Andromeda um den Bereich Live Action und japanische Filmproduktionen.
In Deutschland wird das Programm von ADV Films über den Distributor Universum Film veröffentlicht.
Der Mutterkonzern selbst, gab im Herbst 2009 seine Auflösung und Übernahme seiner verschiedenen Abteilungen durch andere Firmen bekannt.

## Programm in Deutschland
Folgende Anime wurden in Deutschland veröffentlicht:
- Angelic Layer
- Aquarian Age
- Azumanga Daioh
- Burn Up W
- Chobits
- Dragon Half
- Elfen Lied
- E’s Otherwise
- Final Fantasy Unlimited
- Full Metal Panic!
- Full Metal Panic? Fumoffu
- Gilgamesh
- Guyver – The Bioboosted Armor
- King Bandit Jing
- Kino’s Journey
- Lady Death
- Magical Shopping Arcade Abenobashi
- Mahoromatic
- Mezzo
- Neon Genesis Evangelion
- Perfect Girl
- Samurai Gun
- Shadow Skill
- Sorcerer Hunters
- Utawarerumono – Heldenlied
- Venus Versus Virus